# GH 마크
GH마크는 한국보건산업진흥원의 품질인증 기준에 합격한 식품, 화장품, 의약품, 의료 기기, 생활용품, 가전제품에 부여되는 우수품질 인증마크이다.보건산업 제품의 다양한 품질 및 기능성에 대한 과학적이고 합리적인 평가 및 이의 인증을 통하여 소비자에게 정확한 정보를 제공하며, 또한 산업체에게는 우수한 제품 개발의욕 고취를 목적으로 하고 있다.
안전성, 우수성, 신뢰성 등의 각 항목별로 공장 심사 및 엄격한 품질 평가를 한 뒤 우수품질 기준에 적합하다고 판정된 제품에 대해 품질 인증서와 GH마크 1년 사용 권한이 주어진다.

## 같이 보기
- HT마크